# Peritonitis

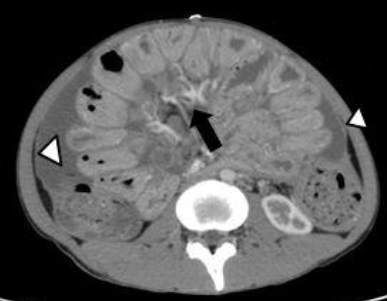
Peritonitis granulomatosa.

La peritonitis puede definirse como un proceso inflamatorio que afecta al peritoneo y es secundario a una infección bacteriana o irritación química. El peritoneo es la membrana serosa que cubre por dentro la pared del abdomen y la mayoría de los órganos situados en su interior. La peritonitis puede ser localizada o generalizada, aguda o crónica. La causa más frecuente es una infección causada por la perforación de una víscera hueca, por ejemplo apendicitis aguda perforada,  perforación gástrica o diverticulitis con perforación. La peritonitis aguda suelen manifestarse por dolor abdominal, náuseas, vómitos, fiebre, hipotensión y taquicardia. Puede provocar graves complicaciones, entre ellas fallo orgánico múltiple y muerte.

## Clasificación
Se pueden clasificar según distintos criterios:
- Por su extensión. Dependiendo del área de peritoneo al que afecten, se dividen en peritonitis localizada o generalizada. La localizada afecta únicamente a un sector de la cavidad peritoneal, mientras que la generalizada es más grave y afecta a todo el peritoneo.
- Por su origen. Se dividen en peritonitis sépticas que son las más frecuentes y se deben a un proceso infeccioso, y peritonitis asépticas en las que no existe inicialmente infección y están causadas por sustancias de diversos orígenes que irritan el peritoneo, por ejemplo preparaciones químicas con fines de tratamiento o bilis que escapa de la vía biliar hacia la cavidad peritoneal (peritonitis biliar).
- Por el tiempo de evolución. Se dividen en peritonitis agudas y peritonitis crónicas. La peritonitis aguda es mucho más frecuente y se inicia de forma brusca, por ejemplo tras una apendicitis aguda perforada. La peritonitis crónica comienza de forma insidiosa y empeora progresivamente en el transcurso de semanas o meses, por ejemplo la peritonitis tuberculosa.[2]

## Cuadro clínico

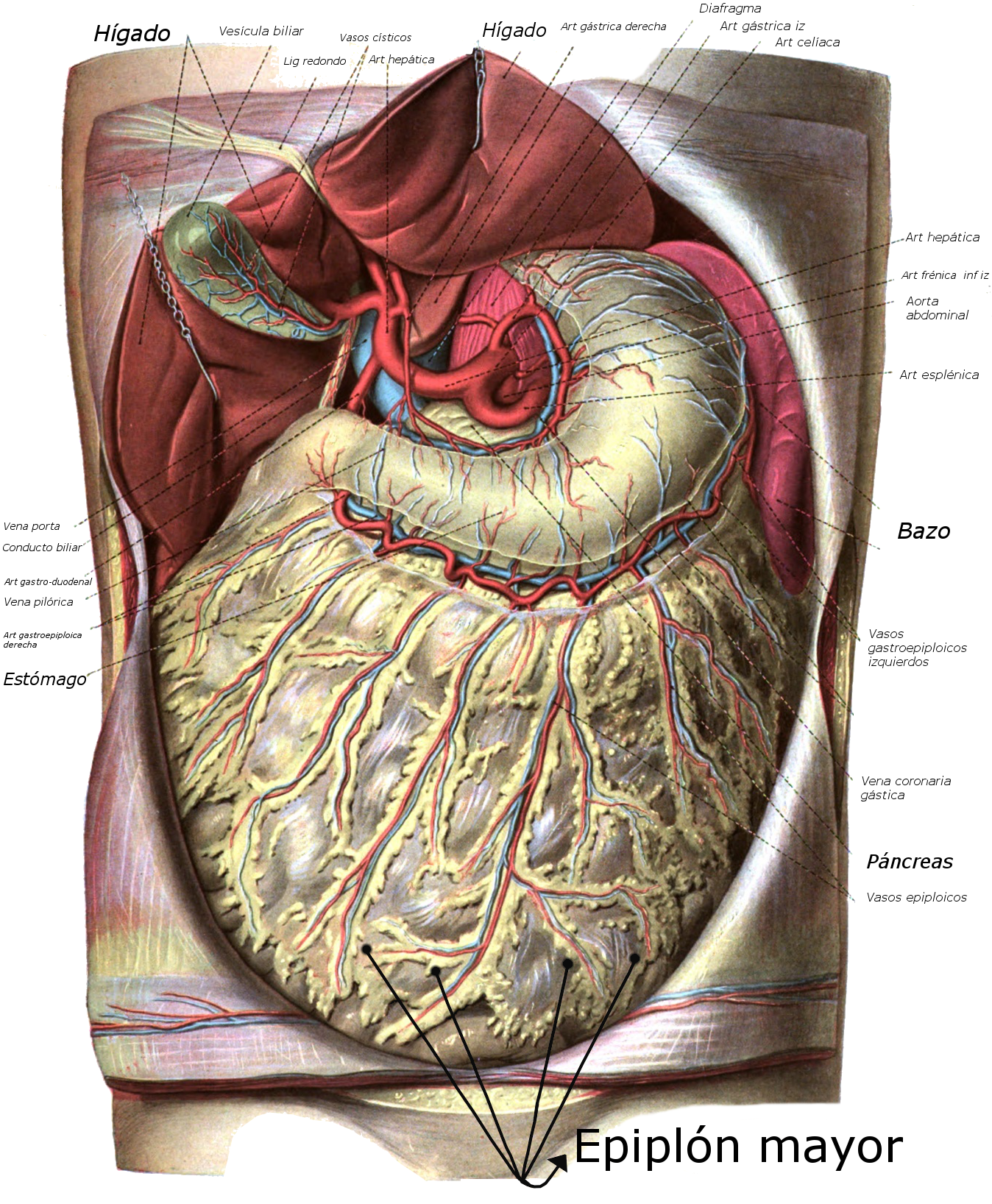
El epiplón mayor forma parte del peritoneo.

La cavidad peritoneal es un espacio liso que contiene en condiciones normales alrededor de 100 cc de líquido lubricante que se llama líquido peritoneal. Cualquier estímulo externo infeccioso o no infeccioso que actúe sobre el peritoneo provoca como respuesta una reacción inflamatoria que transforma la superficie del peritoneo y le da un aspecto granuloso y opaco. El organismo intenta aislar mediante diferentes mecanismos el foco inflamatorio y en ocasiones lo consigue, formando un plastrón rodeado por paredes de fibrina que impide la expansión de la enfermedad. Si el intento de aislamiento no da resultado, el mal se extiende dando origen a una peritonitis generalizada, proceso de mayor gravedad que puede provocar graves complicaciones, entre ellas alteraciones en la composición del medio interno, hipovolemia, deshidratación, alteraciones en los niveles de electrolitos, choque séptico y en algunas ocasiones la muerte como consecuencia de las complicaciones.
Las manifestaciones clínicas dependen del tipo de peritonitis. En la peritonitis aguda de origen infeccioso por perforación de una víscera hueca, que es la más usual, la principal manifestación clínica es el dolor abdominal de inicio repentino. La localización del dolor puede ser generalizada o específica dependiendo de la ubicación del proceso. Otros signos y síntomas habituales son: náuseas y vómitos, contractura de la musculatura abdominal, fiebre, taquicardia y parálisis intestinal.

## Tratamiento
No existe un tratamiento único para todos los tipos de peritonitis. En las peritonitis infecciosas secundarias a la perforación de una víscera hueca (apendicitis aguda, perforación gástrica, diverticulitis perforada o colecistitis perforada) es necesaria la cirugía y practicar una laparotomía. La peritonitis tuberculosa se trata mediante la administración de antibióticos específicos contra la tuberculosis. La peritonitis bacteriana espontánea se trata con antibióticos por vía intravenosa.  Las medidas generales como la hidratación mediante la administración de suero intravenoso y el uso de analgésicos son necesarias en muchas ocasiones.